# マル追計画
マル追計画（まるついけいかく）は、日本海軍の戦備計画。1941年に計画された不足潜水艦の追加建造計画。標的艦1隻を含む33隻が計画され11隻が竣工した。

## 概要
日米開戦が避けられなくなった1941年（昭和16年）11月、戦争遂行に必要となる潜水艦の不足分の建造が軍令部より要求された。そこで④計画、マル臨計画、マル急計画でも不足する分、32隻を建造することとなり、これをマル追計画と呼んだ。この32隻は⑤計画の一部を繰り上げて建造したものと推定される。後に標的艦1隻の建造が追加された。その他航空機の増産を繰り上げ、新たな航空隊の整備に着手することも計画された。計画全体としては1943年（昭和18年）度末までの完成を目指した。
艦艇予算の総額は4億5583万0800円だったが、後に480万0000円が追加され、合計で4億6063万0800円となっている。潜水艦32隻の予算はマル急計画と合同で第79,81帝国議会に分割で提出され、臨時軍事費予算（昭和17–18年度所要額と18–19年度所要額）として成立した。標的艦の予算は第78・79帝国議会で昭和17–18年度所要額として成立した。

## 計画艦艇
仮称番号のみの艦艇は建造取り止めの艦。
- 潜水艦（甲） - 2隻（2490トン、2116万5000円×2）
  - 伊12型（甲型改1） : 第620号艦（伊12）
  - 伊13型 : 第621号艦（伊13）

伊13は晴嵐を2機搭載に変更される。
- 潜水艦（乙、丙） - 12隻（2280トン、2049万7200円×12）
  - 伊54型（乙型改2）：7隻

第627号艦（伊54 [II]）、 第629号艦（伊56 [II]）、 第631号艦（伊58 [II]）、第633号艦から第636号艦
  - 伊52型（丙型改）：5隻

第625号艦（伊52 [II]）、第626号艦（伊53 [II]）、第628号艦（伊55 [II]）、第630号艦（伊57 [II]）、第632号艦
- 潜水艦（中） - 15隻（1000トン、792万0000円×15）
  - 呂35型（中型）

第640号艦（呂56 [II]）、第641号艦から第654号艦
- 潜水艦（補） - 3隻（2840トン、1624万4800円×3）
  - 伊351型（潜補）

第655号艦（伊351）、第656号艦（伊352、未成）、第657号艦
- 標的艦 - 1隻（2000トン、480万0000円）
  - 第660号艦（波勝）

## 建造結果
1943年（昭和18年）末から1945年（昭和20年）初めに掛けて計画の1/3に当たる11隻が竣工した。残りのほとんどは戦局の悪化により建造取り止めとなり、未起工に終わった。下の表は予算（計画）と結果（建造実績）の隻数の内訳である。
| 艦種         | 予算      | 予算   | 予算   | 予算 | 結果 | 結果 | 結果   |
| 艦種         | 78,79議会 | 79議会 | 81議会 | 計   | 竣工 | 未成 | 未起工 |
| ------------ | --------- | ------ | ------ | ---- | ---- | ---- | ------ |
| 潜水艦（甲） |           | 1      | 1      | 2    | 2    |      |        |
| 潜水艦（乙） |           | 9      | 3      | 7    | 3    |      | 4      |
| 潜水艦（丙） |           | 9      | 3      | 5    | 3    |      | 2      |
| 潜水艦（中） |           | 1      | 14     | 15   | 1    |      | 14     |
| 潜水艦（補） |           | 0      | 3      | 3    | 1    | 1    | 1      |
| 標的艦       | 1         |        |        | 1    | 1    |      |        |
| 計           | 1         | 11     | 21     | 33   | 11   | 1    | 21     |